# عملية طوطم
عملية طوطم هي زوج من التجارب التي أُجريت في أكتوبر 1953 في إطار التجارب النووية البريطانية الجوية في إيميو فيلد جنوب أستراليا. تلت عملية طوطم اختبار عملية الإعصار للقنبلة الذرية البريطانية الأولى التي أُجريت في جزر مونتيبيلو قبلها بعام. كان الغرض الرئيس من التجربة معرفة الحد المقبول لكمية البلوتونيوم 240 الذي يمكن وضعه في قنبلة.
إضافة للاختبارين الأساسيين، كانت هناك سلسلة من خمس تجارب من مستوى أقل. لم ينتج عن تلك التجارب تفجيرات نووية، بل استخدمت متفجرات تقليدية والبولونيوم 210 والبيريليوم واليورانيوم الطبيعي لتقصي فاعلية البادئات النيوترونية، التي أطلق عليها البريطانيون اسم كيتنس.

## خلفية
خلال الفترة الأولى من الحرب العالمية الثانية، كان لبريطانيا مشروع أسلحة نووية، أُطلق عليه اسم سبائك الأنابيب، والذي أدمجته اتفاقية كيبيك عام 1943 مع مشروع مانهاتن الأميركي لاستحداث مشروع أميركي وبريطاني وكندي مشترك. توقعت الحكومة البريطانية أن تواصل الولايات المتحدة مشاركة التكنولوجيا النووية بعد الحرب، والتي اعتبرتها اكتشافًا مشتركًا، إلا أن قانون الطاقة الذرية في الولايات المتحدة لعام 1946 (قانون مكماهون) أنهى التعاون التقني. خشية تجدد عدم تدخلية الولايات المتحدة، وأن تفقد بريطانيا مكانتها كقوة عظمى، استأنفت الحكومة البريطانية جهودها التنموية الخاصة، والتي أُطلق عليها اسم «أبحاث المتفجرات الشديدة» الحركي. جرى اختبار أول قنبلة نووية بريطانية في عملية الإعصار في جزر مونتيبيلو غرب أستراليا في 3 أكتوبر 1952.

## الهدف واختيار الموقع
كان الهدف الرئيس من التجربة هو تحديد الحد المقبول لكمية البلوتونيوم  240 التي يمكن أن توجد في قنبلة. أُنتج البلوتونيوم المستخدم في جهاز عملية الإعصار الأصلي في مفاعل نووي في مجمع سيلافيلد النووي في ويند سكال، إلا أن المجمع  لم يمتلك القدرة على توفير المواد الكافية لبرنامج الأسلحة الذي خططت له الحكومة البريطانية وخُطط لبناء ثمانية مفاعلات أخرى. كان الغرض من تلك المفاعلات إنتاج الكهرباء والبلوتونيوم على حد سواء، وعُرف التصميم باسم مفاعل مضغوط لإنتاج الطاقة والبلوتونيوم.
رغم أن المفاعل المضغوط ينتج البلوتونيوم بكمية أقل من مجمع سيلافيلد النووي، إلا أنه ينتج أيضًا الكهرباء التي يمكن إعادتها إلى الشبكة، في حين أن مجمع سيلافيلد يستهلك 340 ألف جنيه استرليني في السنة من الكهرباء لتشغيل منافخها. كانت الكهرباء المنتجة أكثر تكلفة من الكهرباء التي تنتجها محطة تقليدية تعمل بإحراق الفحم، إلا أن قيمة البلوتونيوم المُنتج عوّضت ذلك، والتي كانت نحو 100 جنيه إسترليني للغرام الواحد (3100 جنيه إسترليني للأونصة). بدأ بناء أول مفاعل مضغوط لإنتاج الطاقة والبلوتونيوم في كالدر هول في مارس 1953. لأسباب تتعلق بالتكلفة، تعيَّن على شركة المفاعل المضغوط أن تعمل على نحو يتواجد فيه البلوتونيوم 240 بنسبة أعلى مع منتج البلوتونيوم 239 مقارنة بما هو موجود في المادة التي ينتجها مجمع سيلافيلد. بما أن البلوتونيوم 240 عرضة للانشطار التلقائي، فإن ذلك يزيد من خطر وقوع حادث حرجي وانفجار نووي من شأنها تقليل الناتج. يلزم إجراء تجارب نووية لقياس أثر زيادة نسبة البلوتونيوم 240.